# Полевой, Вадим Михайлович
Вади́м Миха́йлович Полево́й (21 декабря 1923, Москва, СССР — 4 февраля 2008, Москва, Россия) — советский и российский историк искусства. Доктор искусствоведения, профессор, действительный член Академии художеств (1990).

## Биография
В 1941 году окончил школу №69, осенью призван в армию. В 1942 году после тяжёлого ранения был демобилизован.
В 1947 году с отличием окончил МГУ имени М. В. Ломоносова по кафедре истории русского искусства. Работал в ГМИИ имени А. С. Пушкина.
В 1951 году окончил аспирантуру Института истории искусства АН СССР, в 1952 году защитил кандидатскую диссертацию («Бытовой жанр в русской советской живописи 1917—1934 гг.»).
С 1947 года вёл преподавательскую деятельность во ВГИК и МГУ, читал курсы по истории русского и византийского искусства. Работал в редакции «Большой советской энциклопедии», был инициатором издания энциклопедии «Искусство стран и народов мира», «Популярной художественной энциклопедии».
В 1962—1973 работал в аппарате ЦК КПСС инструктором отдела культуры.
В 1971 году защитил докторскую диссертацию («Искусство Греции»), в 1973 утверждён в звании профессора.
В 1977 году за трёхтомный труд по истории искусства Греции удостоен Государственной премии СССР.
С 1974 по 1991 г. возглавлял редакционную коллегию альманаха «Советское искусствознание».
После его смерти, прах ученого (согласно его воли) был развеян на 163-м километре Рижского шоссе, там, где он был ранен зимой 1942 года.

## Основные труды
- Фёдор Семёнович Богородский. — М.: Советский художник, 1956. — 135 с, 2 л. ил.
- Куприн. — М.: Искусство, 1962. — 47 с., 18 л. ил.
- Искусство стран Латинской Америки. — М.: Искусство, 1967. — 323 с.
- Искусство Греции: Древний мир. — М.: Искусство, 1970. — 327 с.
- Искусство Греции: Средние века. — М.: Искусство, 1973. — 350 с.
- Искусство Греции: новое время. — М.: Советский художник, 1975. — 445 с.
- Валиас Семерцидис. — М.: Изобразительное искусство, 1980. — 29 с., 16 л. ил. — (Зарубежные художники XX в.).
- Двадцать лет французской графики: Рисунки в революционных газетах и журналах, политический плакат 1920—1930-х гг. — М.: Искусство, 1981. — 318 с.
- Искусство Греции: Древний мир. Средние века. Новое время. 2-е изд., доп. — М.: Советский художник, 1984. — 535 с. + ил. (407 с.).
- Двадцатый век: Изобразительное искусство и архитектура стран и народов мира. — М.: Советский художник, 1989. — 452, [2] с. — ISBN 5-269-00013-X
- Искусство как искусство: (Без предубеждений и поучений). — М.: Издательский дом, 1995. — 206 с. — ISBN 5-86330-004-3